# Koy Sanjaq
Koy Sanjaq, en kurde : Koye ou Koya, est une ville kurde située en Irak dans la province d’Erbil, dans le Kurdistan irakien.